# A Villám 3. – A végzetes árnyék
A Villám 3. – A végzetes árnyék (eredeti cím: The Flash III: Deadly Nightshade) 1992-es egész estés amerikai film, melyet az 1990-es The Flash című  televíziós sorozat két epizódjából állítottak össze. A forgatókönyvet Howard Chaykin és John Francis Moore írta, Bruce Bilson rendezte, a producere Gail Morgan Hickman, Frank Jimenez és Michael Lacoe, a zenéjét Shirley Walker szerezte. A Pet Fly Productions és a Warner Bros. Television készítette. Amerikában 1992-ben adták ki VHS-n.

## Szereplők
| Szereplő                                       | Színész           | Magyar hang      |
| ---------------------------------------------- | ----------------- | ---------------- |
| Barry Allen / Villám                           | John Wesley Shipp | Stohl András     |
| Tina McGee                                     | Amanda Pays       | Spilák Klára     |
| Julio Mendez                                   | Alex Desert       | Kálid Artúr      |
| Joe Kline                                      | Richard Belzer    | Berzsenyi Zoltán |
| Dr. Desmond Powell                             | Jason Bernard     | Nagy Zoltán      |
| Bellows                                        | Vito D'Ambrosio   | Galambos Péter   |
| Murphy                                         | Biff Manard       | Kardos Gábor     |
| Belle Crocker                                  | Lois Nettleton    | Balogh Emese     |
| Skip                                           | Ian Abercrombie   | Elekes Pál       |
| Curtis Bohannan                                | Richard Burgi     | Rosta Sándor     |
| Rebecca Frost                                  | Denise Crosby     | Matolcsi Mariann |
| Warren Garfield hadnagy                        | Mike Genovese     | ?                |
| Keefe                                          | Will McMillan     | ?                |
| Fosnight                                       | Dick Miller       | Botár Endre      |
| A szellem                                      | Anthony Starke    | Széles László    |
| Pearl                                          | Gloria LeRoy      | ?                |
| Két Kulacsos Johnny                            | Charles McDaniel  | ?                |
| Felicia Kane                                   | Jeri Lynn Ryan    | ?                |
| Steve 4X                                       | Jonathan Fuller   | ?                |
| Tex                                            | Floyd Raglin      | Szokol Péter     |
| Fiatal Belle Crocker                           | Sherrie Rose      | ?                |
| További magyar hangok                          |                   |                  |
| Ádám Tamás, Bata János, Csík Csaba, Holl János |                   |                  |